# IC 4628
IC 4628 est une nébuleuse en émission dans la constellation du Scorpion.
- 16h 57m 47s
- -40° 20′ 7″
- Taille 90' × 60'
- Magnitude faible

Nébuleuse à émission très étendue et près de gros amas ouverts.
Nébuleuse de forme allongée et irrégulière, située dans un environnement riche en étoiles jeunes et en amas ouverts sur le bord de la Voie lactée.